# جورج غرين (سائق سيارة سباق)
جورج غرين (بالإنجليزية: George Green)‏ هو سائق سيارة سباق أمريكي، ولد في 15 سبتمبر 1927 في جونسون سيتي في الولايات المتحدة.

## وصلات خارجية
- جورج غرين على موقع Racing-Reference.info (الإنجليزية)